# Revolutions : Live at Wembley
Albums de Biffy Clyro
Lonely Revolutions
(2009) Opposites
(2013)
Revolutions : Live at Wembley est le premier album live du groupe écossais de rock alternatif Biffy Clyro, publié le 27 juin 2011 par 14th Floor Records. Il est enregistré lors du concert du 4 décembre 2010 au Stade de Wembley.

## Liste des chansons

### CD/DVD
Toutes les paroles sont écrites par Simon Neil, toute la musique est composée par Biffy Clyro.
| No  | Titre                                       | Durée |
| --- | ------------------------------------------- | ----- |
| 1.  | The Captain                                 | 4:06  |
| 2.  | Booooom, Blast & Ruin                       | 3:21  |
| 3.  | 57                                          | 3:16  |
| 4.  | Bubbles                                     | 5:07  |
| 5.  | Born On A Horse                             | 3:07  |
| 6.  | God And Satan                               | 3:09  |
| 7.  | Whorses                                     | 4:05  |
| 8.  | All The Way Down; Prologue Chapter 1        | 6:34  |
| 9.  | That Golden Rule                            | 3:53  |
| 10. | Living Is A Problem Because Everything Dies | 5:13  |
| 11. | Shock Shock                                 | 3:40  |
| 12. | Folding Stars                               | 4:14  |
| 13. | Diary Of Always                             | 4:28  |
| 14. | Machines                                    | 4:01  |
| 15. | Who's Got A Match?                          | 2:27  |
| 16. | Saturday Superhouse                         | 3:24  |
| 17. | Many Of Horror                              | 5:20  |
| 18. | Glitter and Trauma                          | 5:37  |
| 19. | Mountains                                   | 3:52  |

### 2CD/DVD
Toutes les paroles sont écrites par Simon Neil, toute la musique est composée par Biffy Clyro.
| No  | Titre                                       | Durée |
| --- | ------------------------------------------- | ----- |
| 1.  | The Captain                                 | 4:06  |
| 2.  | Booooom, Blast & Ruin                       | 3:21  |
| 3.  | 57                                          | 3:16  |
| 4.  | Bubbles                                     | 5:07  |
| 5.  | Born On A Horse                             | 3:07  |
| 6.  | God And Satan                               | 3:09  |
| 7.  | Whorses                                     | 4:05  |
| 8.  | Joy.Discovery.Invention                     | 3:19  |
| 9.  | All The Way Down; Prologue Chapter 1        | 6:34  |
| 10. | That Golden Rule                            | 3:53  |
| 11. | Living Is A Problem Because Everything Dies | 5:13  |
| 12. | Shock Shock                                 | 3:40  |
| 13. | 9/15ths                                     | 3:06  |
| 14. | Folding Stars                               | 4:14  |
| 15. | Diary Of Always                             | 4:28  |
| 16. | Machines                                    | 4:01  |
| 17. | Who's Got A Match?                          | 2:27  |
| 18. | Saturday Superhouse                         | 3:24  |
| 19. | Know Your Quarry                            | 3:38  |
| 20. | There's No Such Thing As A Jaggy Snake      | 5:12  |
| 21. | Many Of Horror                              | 5:20  |
| 22. | Glitter and Trauma                          | 5:07  |
| 23. | Justboy                                     | 4:26  |
| 24. | As Dust Dances                              | 5:04  |
| 25. | Mountains                                   | 3:52  |

## Charts
| Chart (2011)    | Position |
| --------------- | -------- |
| UK Albums Chart | 9        |

## Certification
| Année | Album                         | Pays        | Certification |
| ----- | ----------------------------- | ----------- | ------------- |
| 2018  | Revolutions : Live at Wembley | Royaume-Uni | Or            |